# N20 (Demokratische Republik Kongo)
Die N20 ist eine Fernstraße in der Demokratischen Republik Kongo, die in Balungu von der N21 abzweigt und in Matende an der Zufahrt zu der N1 endet. In Mweka kreuzt sie mit der N41. Durch einen Fluss wird sie in Ilebo unterbrochen. Sie ist 602 Kilometer lang.